# Jean Barras
Jean Barras, né le 4 mai 1924 et mort le 11 avril 1990, est un homme politique français.

## Détail des fonctions et des mandats
Mandat parlementaire
- 28 septembre 1986 - 11 avril 1990 : Sénateur des Français établis hors de France